# Gran Bretagna ai Giochi della II Olimpiade
Il Regno Unito di Gran Bretagna e Irlanda (con il nome di Gran Bretagna) partecipò ai Giochi olimpici di Parigi dal 14 maggio al 28 ottobre 1900. In tutto i partecipanti britannici furono 102, i quali ottennero 15 medaglie d'oro, 6 d'argento e 9 di bronzo.

## Medaglie

### Medagliere per discipline
| Sport            | Oro | Argento | Bronzo | Totale |
| ---------------- | --- | ------- | ------ | ------ |
| Atletica leggera | 3   | 3       | 2      | 8      |
| Calcio           | 1   | 0       | 0      | 1      |
| Canottaggio      | 0   | 0       | 1      | 1      |
| Cricket          | 1   | 0       | 0      | 1      |
| Golf             | 0   | 1       | 1      | 2      |
| Nuoto            | 2   | 0       | 1      | 3      |
| Pallanuoto       | 1   | 0       | 0      | 1      |
| Rugby a 15       | 2   | 0       | 1      | 3      |
| Tennis           | 4   | 1       | 3      | 8      |
| Vela             | 3   | 0       | 1      | 4      |
| Totale           | 15  | 6       | 9      | 30     |

### Medaglie d'oro
| Medaglia | Nome                                                    | Sport            | Evento                   |
| -------- | ------------------------------------------------------- | ---------------- | ------------------------ |
| Oro      | Charles Bennett                                         | Atletica leggera | 1500 m                   |
| Oro      | Charlotte Cooper                                        | Tennis           | Singolare maschile       |
| Oro      | Laurence Doherty                                        | Tennis           | Singolare femminile      |
| Oro      | John Jarvis                                             | Nuoto            | 1000 metri stile libero  |
| Oro      | John Jarvis                                             | Nuoto            | 4000 metri stile libero  |
| Oro      | Jack Rimmer                                             | Atletica leggera | 4000 metri siepi         |
| Oro      | Alfred Tysoe                                            | Atletica leggera | 800 metri                |
| Oro      | Laurence Doherty e Reggie Doherty                       | Tennis           | Doppio maschile          |
| Oro      | Reggie Doherty e Charlotte Cooper                       | Tennis           | Doppio misto             |
| Oro      | Lorne Currie John Gretton Linton Hope Algernon Maudslay | Vela             | classe ½-1 ton, corsa 1  |
| Oro      | Lorne Currie John Gretton Linton Hope Algernon Maudslay | Vela             | classe open              |
| Oro      | Edward Hore Harry Jefferson Howard Taylor               | Vela             | classe 3-10 ton, corsa 2 |
| Oro      | Devon and Somerset Wanderers                            | Cricket          | 2-day, 12-man            |
| Oro      | Upton Park Football Club                                | Calcio           | Torneo maschile          |
| Oro      | Osborne Swimming Club A                                 | Pallanuoto       | Torneo maschile          |

### Medaglie d'argento
| Medaglia | Nome              | Sport            | Evento             |
| -------- | ----------------- | ---------------- | ------------------ |
| Argento  | Charles Bennett   | Atletica leggera | 4000 metri siepi   |
| Argento  | Pat Leahy         | Atletica leggera | Salto in alto      |
| Argento  | Harold Mahony     | Tennis           | Singolare maschile |
| Argento  | Sidney Robinson   | Atletica leggera | 2500 metri siepi   |
| Argento  | Walter Rutherford | Golf             | Torneo maschile    |
| Argento  | Moseley Wanderers | Rugby a 15       | Torneo maschile    |

### Medaglie di bronzo
| Medaglia | Nome                          | Sport            | Evento             |
| -------- | ----------------------------- | ---------------- | ------------------ |
| Bronzo   | Saint-George Ashe             | Canottaggio      | Singolo            |
| Bronzo   | Reggie Doherty                | Tennis           | Singolare maschile |
| Bronzo   | Edward Hore                   | Vela             | classe 10-20 ton   |
| Bronzo   | Peter Kemp                    | Nuoto            | 200 metri ostacoli |
| Bronzo   | Pat Leahy                     | Atletica leggera | Salto in lungo     |
| Bronzo   | Arthur Norris                 | Tennis           | Singolare maschile |
| Bronzo   | David Robertson               | Golf             | Torneo maschile    |
| Bronzo   | Sidney Robinson               | Atletica leggera | 4000 metri siepi   |
| Bronzo   | Harold Mahony e Arthur Norris | Tennis           | Doppio maschile    |

## Atletica leggera
| Evento           | Pos.  | Atleta          | Batteria                   | Finale         |
| ---------------- | ----- | --------------- | -------------------------- | -------------- |
|                  |       |                 |                            |                |
| 800 metri        | 1°    | Alfred Tysoe    | Sconosciuto 2°, batteria 1 | 2:01.2         |
|                  |       |                 |                            |                |
| 1500 metri       | 1°    | Charles Bennett | -                          | 4:06.0         |
| 1500 metri       | 7°-9° | Jack Rimmer     | -                          | Sconosciuto    |
|                  |       |                 |                            |                |
| 2500 metri siepi | 2°    | Sidney Robinson | -                          | 7:38.0         |
|                  |       |                 |                            |                |
| 4000 metri siepi | 1°    | Jack Rimmer     | -                          | 12:58.4        |
| 4000 metri siepi | 2°    | Charles Bennett | -                          | 12:58.6        |
| 4000 metri siepi | 3°    | Sidney Robinson | -                          | 12:58.8        |
|                  |       |                 |                            |                |
| Maratona         | —     | Ion Pool        | -                          | Non completata |
| Maratona         | —     | Fred Randell    | -                          | Non completata |
| Maratona         | —     | Billy Saward    | -                          | Non completata |
|                  |       |                 |                            |                |

| Evento           | Pos. | Atleta            | Qualifiche      | Finale      |
| ---------------- | ---- | ----------------- | --------------- | ----------- |
|                  |      |                   |                 |             |
| Salto in lungo   | 3°   | Pat Leahy         | 6.710 metri 5th | 6.950 metri |
|                  |      |                   |                 |             |
| Salto triplo     | 4°   | Pat Leahy         | -               | Sconosciuto |
|                  |      |                   |                 |             |
| Salto in alto    | 2°   | Pat Leahy         | -               | 1,78 metres |
|                  |      |                   |                 |             |
| Lancio del disco | 11°  | Launceston Elliot | 31,00 metri 11° | Eliminato   |
|                  |      |                   |                 |             |

## Calcio
| Evento          | Pos. | Calciatori | Partita 1                       | Partita 2 |
| --------------- | ---- | --- | ------------------------------- | --------- |
|                 |      | |                                 |           |
| Calcio maschile | 1°   | Upton Park Football Club James Jones, Claude Buckenham, William Gosling; Alfred Chalk, Tom Burridge, Bill Quash; Richard Turner, Fred Spackman, John Nicholas, Jack Zealley, Henry Haslam (capitano) | Vittoria vs. Club Française 4-0 | —         |

## Canottaggio
| Evento  | Pos. | Imbarcazione      | Primo turno           | Semifinali              | Finale |
| ------- | ---- | ----------------- | --------------------- | ----------------------- | ------ |
|         |      |                   |                       |                         |        |
| Singolo | 3°   | Saint-George Ashe | 6:38.8 1°, batteria 1 | 8:37.2 3°, semifinale 1 | 8:15.6 |
|         |      |                   |                       |                         |        |

## Cricket
| Evento       | Pos. | Crickettisti | Finale                            |
| ------------ | ---- | --- | --------------------------------- |
|              |      | |                                   |
| 2-day 12-man | 1°   | Devon and Somerset Wanderers Charles Beachcroft (capitano), Arthur Birkett, Alfred Bowerman, George Buckley, Francis Burchell, Frederick Christian, Harry Corner, Frederick Cuming, William Donne, Alfred Powlesland, John Symes, Montagu Toller | Vittoria vs. Francia per 158 runs |
|              |      | |                                   |

## Ginnastica
| Evento    | Pos. | Ginnasta          | Punteggio |
| --------- | ---- | ----------------- | --------- |
|           |      |                   |           |
| Combinato | 31°  | William Connor    | 250       |
| Combinato | 43°  | Charles Broadbeck | 245       |
| Combinato | 54°  | William Pearce    | 238       |
| Combinato | 73°  | W. Lloyd Phillips | 222       |
| Combinato | 124° | Henry Hiatt       | 172       |
|           |      |                   |           |

## Golf
| Evento            | Pos. | Golfista          | Punteggio |
| ----------------- | ---- | ----------------- | --------- |
|                   |      |                   |           |
| Uomini (36 buche) | 2°   | Walter Rutherford | 168       |
| Uomini (36 buche) | 3°   | David Robertson   | 175       |
| Uomini (36 buche) | 6°   | George Thorne     | 185       |
| Uomini (36 buche) | 7°   | William Dove      | 186       |
|                   |      |                   |           |

## Nuoto
| Evento                  | Pos. | Nuotatore           | Semifinali                  | Finale         |
| ----------------------- | ---- | ------------------- | --------------------------- | -------------- |
|                         |      |                     |                             |                |
| 200 metri stile libero  | 4°   | Robert Crawshaw     | 2:40.0 2°, semifinale 1     | 2:45.6         |
| 200 metri stile libero  | 6°   | Frederick Stapleton | 2:47.0 2°, semifinale 5     | 2:55.0         |
| 200 metri stile libero  | 11°  | Peter Kemp          | 2:51.0 2°, semifinale 2     | Eliminato      |
|                         |      |                     |                             |                |
| 1000 metri stile libero | 1°   | John Jarvis         | 14:28.6 1°, semifinale 1    | 13:40.2        |
| 1000 metri stile libero | 10°  | Bill Burgess        | 16:54.0 2°, semifinale 4    | Non completata |
|                         |      |                     |                             |                |
| 4000 metri stile libero | 1°   | John Jarvis         | 1:01:48.4 1°, semifinale 1  | 58:24.0        |
| 4000 metri stile libero | 4°   | Bill Burgess        | 1:15:04.8 2°, semifinale 1  | 1:15:07.6      |
| 4000 metri stile libero | 8°   | William Henry       | 1:22:58.4 3°, semifinale 2  | Non completata |
| 4000 metri stile libero | 18°  | E.T. Jones          | Non completata semifinale 3 | Eliminato      |
|                         |      |                     |                             |                |
| 200 metri dorso         | 5°   | Bill Burgess        | 3:50.4 3°, semifinale 1     | 3:12.0         |
| 200 metri dorso         | 9°   | Robert Crawshaw     | 3:15.0 2°, semifinale 1     | Non completata |
|                         |      |                     |                             |                |
| 200 metri ostacoli      | 3°   | Peter Kemp          | 3:12.0 1°, semifinale 3     | 2:47.4         |
| 200 metri ostacoli      | 5°   | F. Stapleton        | 3:18.4 3°, semifinale 1     | 2:55.0         |
| 200 metri ostacoli      | 6°   | William Henry       | 3:14.4 2°, semifinale 2     | 2:58.0         |
|                         |      |                     |                             |                |

## Pallanuoto
| Squadra | Risultato |                          |
| --- | --- | ------------------------ |
| V · D · M Nazionale maschile britannica (Osborne Swimming Club #1) di pallanuoto · Giochi olimpici - Parigi 1900 Osborne Swimming Club #1 Coe · Derbyshire · Kemp · Lister · Robertson · Robinson · Wilkinson · Henry (non riconosciuto dal CIO) · Crawshaw (non riconosciuto dal CIO) · Jarvis (non riconosciuto dal CIO) · Stapleton (non riconosciuto dal CIO) · Lindberg (non riconosciuto dal CIO) · CT : - | Oro |                          |
| Nazionale maschile britannica (Osborne Swimming Club #1) di pallanuoto · Giochi olimpici - Parigi 1900 | |                          |
| Osborne Swimming Club #1 Coe · Derbyshire · Kemp · Lister · Robertson · Robinson · Wilkinson · Henry (non riconosciuto dal CIO) · Crawshaw (non riconosciuto dal CIO) · Jarvis (non riconosciuto dal CIO) · Stapleton (non riconosciuto dal CIO) · Lindberg (non riconosciuto dal CIO) · CT: - | Osborne Swimming Club #1 Coe · Derbyshire · Kemp · Lister · Robertson · Robinson · Wilkinson · Henry (non riconosciuto dal CIO) · Crawshaw (non riconosciuto dal CIO) · Jarvis (non riconosciuto dal CIO) · Stapleton (non riconosciuto dal CIO) · Lindberg (non riconosciuto dal CIO) · CT: - | Gran Bretagna (bandiera) |

## Polo
| Evento        | Pos. | Squadra | Quarti                            | Semifinali                             | Finale                                 |
| ------------- | ---- | --- | --------------------------------- | -------------------------------------- | -------------------------------------- |
|               |      | |                                   |                                        |                                        |
| Polo maschile | 1°   | Foxhunters Hurlingham John George Beresford Denis St. George Daly Alfred Rawlinson 2 giocatori statunitensi | Vittoria 10-0 vs. Compiègne (FRA) | Vittoria 6-4 vs. Bagatelle (FRA/GBR)   | Vittoria 3-1 vs. Rugby (GBR/USA)       |
| Polo maschile | 2°   | BLO Polo Club Rugby Walter Buckmaster Frederick Freake Jean de Madre un giocatore statunitense              | Bye                               | Vittoria 8-0 vs. Messico (MEX)         | Sconfitta 3-1 vs. Foxhunters (GBR/USA) |
| Polo maschile | 3°   | Bagatelle Polo Club de Paris Frederick Agnew Gill 3 giocatori francesi                                      | Bye                               | Sconfitta 6-4 vs. Foxhunters (GBR/USA) | Eliminato                              |
|               |      | |                                   |                                        |                                        |

## Rugby
| Evento         | Pos. | Squadra | Partita 1 | Partita 2                  | Partita 3               |
| -------------- | ---- | --- | --------- | -------------------------- | ----------------------- |
|                |      | |           |                            |                         |
| Rugby maschile | 2°   | Moseley Wanderers Frank Bayliss, Henry Birtles, James Cantion, Arthur Darby, Clement Deykin, L. Hood, M.L. Logan, Herbert Loveitt, Herbert Nicol, Valentine Smith, M.W. Talbott, Joseph Wallis, Claud Whittindale, Raymond Whittindale, Frank Wilson | —         | Sconfitta 27-8 vs. Francia | Cancellata vs. Germania |
|                |      | |           |                            |                         |

## Scherma
| Evento               | Pos.    | Schermidore    | Primo turno                  | Quarti    | Ripescaggio | Semifinali | Finale    |
| -------------------- | ------- | -------------- | ---------------------------- | --------- | ----------- | ---------- | --------- |
|                      |         |                |                              |           |             |            |           |
| Fioretto per maestri | 44°-60° | Eugène Plisson | Non qualificato dalla giuria | Eliminato | Eliminato   | Eliminato  | Eliminato |
|                      |         |                |                              |           |             |            |           |

## Tennis
| Evento              | Pos. | Tennista                                       | Sedicesimi        | Quarti                  | Semifinali              | Finale                  |
| ------------------- | ---- | ---------------------------------------------- | ----------------- | ----------------------- | ----------------------- | ----------------------- |
|                     |      |                                                |                   |                         |                         |                         |
| Singolare maschile  | 1°   | Laurence Doherty                               | Vittoria 6-2, 6-3 | Vittoria 6-2, 8-6       | Vittoria per forfait    | Vittoria 6-2, 6-4, 6-3  |
| Singolare maschile  | 2°   | Harold Mahony                                  | Vittoria 6-2, 6-3 | Bye                     | Vittoria 8-6, 6-1       | Sconfitta 6-2, 6-4, 6-3 |
| Singolare maschile  | 3°   | Reggie Doherty                                 | Vittoria 6-1, 6-3 | Vittoria 6-2, 6-1       | Sconfitta per forfait   | Eliminato               |
| Singolare maschile  | 3°   | Arthur Norris                                  | Vittoria 6-4, 6-4 | Vittoria 6-4, 6-2       | Sconfitta 8-6, 6-1      | Eliminato               |
| Singolare maschile  | 5°   | Archibald Warden                               | Bye               | Sconfitta 6-4, 6-2      | Eliminato               | Eliminato               |
|                     |      |                                                |                   |                         |                         |                         |
| Singolare femminile | 1°   | Charlotte Cooper                               | -                 | Vittoria 6-2, 6-0       | Vittoria 6-2, 7-5       | Vittoria 6-1, 6-4       |
|                     |      |                                                |                   |                         |                         |                         |
| Doppio maschile     | 1°   | Laurence Doherty Reggie Doherty                | -                 | Vittoria 6-2, 6-3       | Vittoria 6-4, 6-1, 6-4  | Vittoria 6-1, 6-1, 6-0  |
| Doppio maschile     | 3°   | Harold Mahony Arthur Norris                    | -                 | Vittoria 6-8, 6-1, 6-8  | Sconfitta 6-4, 6-1, 6-4 | Eliminati               |
| Doppio maschile     | 5°   | Archibald Warden Charles Sands (USA)           | -                 | Sconfitta 6-8, 6-3, 7-5 | Eliminati               | Eliminati               |
|                     |      |                                                |                   |                         |                         |                         |
| Doppio misto        | 1°   | Reggie Doherty Charlotte Cooper                | -                 | Bye                     | Vittoria 6-2, 6-4       | Vittoria 6-2, 6-4       |
| Doppio misto        | 2°   | Harold Mahony Yvonne Prévost (FRA)             | -                 | Bye                     | Vittoria 6-3, 6-0       | Sconfitta 6-2, 6-4      |
| Doppio misto        | 3°   | Laurence Doherty Marion Jones (USA)            | -                 | Vittoria 6-1, 7-5       | Sconfitta 6-2, 6-4      | Eliminati               |
| Doppio misto        | 3°   | Archibald Warden Hedwiga Rosenbaumová (Boemia) | -                 | Vittoria 6-3, 3-6, 6-2  | Sconfitta 6-3, 6-0      | Eliminati               |
|                     |      |                                                |                   |                         |                         |                         |

## Tiro
| Evento         | Pos. | Tiratore      | Punteggio |
| -------------- | ---- | ------------- | --------- |
|                |      |               |           |
| Fossa olimpica | 7°   | Sidney Merlin | 12        |
|                |      |               |           |

## Vela
| Evento                | Pos. | Velisti                                                          | Tempo (totale) |
| --------------------- | ---- | ---------------------------------------------------------------- | -------------- |
|                       |      |                                                                  |                |
| classe ½-1 ton        | 1°   | Lorne Currie John Gretton Linton Hope Algernon Maudslay          | 3:29:45        |
|                       |      |                                                                  |                |
| classe 2-3 ton gara 1 | 1°   | William Exshaw Frédéric Blanchy (FRA) Jacques Le Lavasseur (FRA) | 2:17:30        |
|                       |      |                                                                  |                |
| classe 2-3 ton gara 2 | 1°   | William Exshaw Frédéric Blanchy (FRA) Jacques Le Lavasseur (FRA) | 4:17:34        |
|                       |      |                                                                  |                |
| classe 3-10 ton       | 1°   | Edward Hore Harry Jefferson Howard Taylor                        | 4:14:58        |
|                       |      |                                                                  |                |

| Evento           | Pos. | Velisti          | Gara 1              | Gara 2               | Gara 3                     | Punteggio totale |
| ---------------- | ---- | ---------------- | ------------------- | -------------------- | -------------------------- | ---------------- |
|                  |      |                  |                     |                      |                            |                  |
| classe 10-20 ton | 3°   | Edward Hore      | 4:20:18 3°, 8 punti | 3:41:49 1°, 10 punti | Non completata 6°, 5 punti | 23 punti         |
| classe 10-20 ton | 5°   | Salusbury Mellor | 4:25:48 5°, 6 punti | 3:53:17 5°, 6 punti  | 3:36:02 4°, 7 punti        | 19 punti         |
|                  |      |                  |                     |                      |                            |                  |

| Evento      | Pos. | Velista                                                          | Tempo          |
| ----------- | ---- | ---------------------------------------------------------------- | -------------- |
|             |      |                                                                  |                |
| classe Open | 1°   | Lorne Currie John Gretton Linton Hope Algernon Maudslay          | 5:56:17        |
| classe Open | —    | William Exshaw Frédéric Blanchy (FRA) Jacques Le Lavasseur (FRA) | Non completata |
|             |      |                                                                  |                |